# Eichmühle (Regenstauf)
Die Eichmühle ist eine ehemalige Getreide- und Sägemühle am linken Ufer des Flusses Regen im Markt Regenstauf im Landkreis Regensburg, Bayern.
Die Grundmauern des Gebäudes, dessen Wasserräder heute zur Stromerzeugung genutzt werden, stammen aus dem 13. Jahrhundert. 
Mühlen gehörten in der Regel zusammen mit den Schmiedewerkstätten zu den ältesten Gewerbebetrieben eines Ortes und standen unter besonderem Schutz. Die Bewohner der Ansiedlung und des Umlandes konnten ihr Getreide hierher zum Mahlen bringen. Der Müller war verpflichtet, das ihm anvertraute Getreide sorgsam zu behandeln und es nicht in betrügerischer Absicht zu strecken. Kunden hatte er in der Reihenfolge ihres Eintreffens zu bedienen („Wer zuerst kommt, mahlt zu erst“).
Die älteste Mühle Regenstaufs ist die heutige „Eichmühle“, früher „innere Mühle“ (im Gegensatz zur jenseits der Regenbrücke liegenden „äußeren Mühle“). Eine erste Erwähnung findet sie im ältesten bayerischen Herzogsurbar (ca. 1231–1234), einem herzoglichen Abgabenverzeichnis.
Erster bislang namentlich bekannter Eigentümer ist Jörg Frank (1543), in dessen Familie sie bis zum Ende des 16. Jahrhunderts verblieb. 1732 verfügte die Mühle über 5 Mahlwerke, zusätzlich über ein Sägewerk, sowie eine Walkmühle zum Stampfen von Tuch.
Im Wege der gerichtlichen Ersteigerung ging die Mühle 1855 in den Besitz des Holzhändlers Levi Maier über. 1880 kauften Xaver und Franziska Bock das Anwesen, weshalb es auch als „Bockmühle“ bekannt war. Wie ihr Vorgänger spezialisierten sie sich vor allem auf Holzverarbeitung, ebenso Johan und Anna Reindl, die den Besitz 1935 übernahmen. Das Anwesen befand sich im Eigentum der Familie, bis Alfons Eich das Gebäude erwarb. 2008 kauften das Ehepaar Luc und Claudia Denny die Mühle. 
Heute befindet sich in der Eichmühle zu Regenstauf ein französisches Restaurant mit Biergarten.
Spätestens alle zwei Jahre wird die Eichmühle vom Hochwasser des Flusses Regen eingeschlossen und zur Attraktion für Schaulustige.